# Steve Jobs (libro)
Steve Jobs es la biografía autorizada del empresario informático Steve Jobs. 
Fue escrita a pedido del propio Jobs por el biógrafo estadounidense Walter Isaacson, antiguo ejecutivo de la CNN y Time Magazine que ya había escrito las populares biografías de Benjamin Franklin y Albert Einstein.
Se basa en más de cuarenta entrevistas realizadas a Jobs a lo largo de dos años, además de entrevistas a más de cien miembros de su familia, amigos, adversarios, competidores y colegas. Isaacson tuvo acceso "exclusivo y sin precedentes" a la vida de Jobs. Se dice que Jobs estimuló a los entrevistados a decir toda la verdad. Si bien Jobs cooperó con la elaboración del libro, no pidió tener ningún control sobre los contenidos (excepto la tapa), y renunció al derecho de leerlo antes de ser publicado.
Originalmente se pensaba publicar el libro el 6 de marzo de 2012, pero se adelantó la fecha para el 21 de noviembre de 2011, debido al deterioro de la salud de Jobs, y una vez más tras la muerte de Jobs el 5 de octubre de 2011. Finalmente, el libro fue publicado el 24 de octubre de 2011 por Simon & Schuster en los Estados Unidos.